# Strathmoor Village
Strathmoor Village és una població dels Estats Units a l'estat de Kentucky de 648 habitants (2010). Va ser reconegut el 1928. El 1993 va incorporar la vila de Strathmoor Gardens.

## Demografia
Segons el cens del 2000, Strathmoor Village tenia 625 habitants, 261 habitatges, i 176 famílies. La densitat de població era de 2.413,1 habitants/km².
Dels 261 habitatges en un 33% hi vivien nens de menys de 18 anys, en un 56,3% hi vivien parelles casades, en un 9,6% dones solteres, i en un 32,2% no eren unitats familiars. En el 27,6% dels habitatges hi vivien persones soles el 12,3% de les quals corresponia a persones de 65 anys o més que vivien soles. El nombre mitjà de persones vivint en cada habitatge era de 2,39 i el nombre mitjà de persones que vivien en cada família era de 2,96.
Per edats la població es repartia de la següent manera: un 22,6% tenia menys de 18 anys, un 5,6% entre 18 i 24, un 28,6% entre 25 i 44, un 28,6% de 45 a 60 i un 14,6% 65 anys o més.
L'edat mediana era de 41 anys. Per cada 100 dones de 18 o més anys hi havia 84,7 homes. La renda mediana per habitatge era de 64.375 $ i la renda mediana per família de 73.438 $. Els homes tenien una renda mediana de 47.656 $ mentre que les dones 37.891 $. La renda per capita de la població era de 30.370 $. Cap de les famílies i el 0,8% de la població estaven per davall del llindar de pobresa.

## Poblacions més properes
El següent diagrama mostra les poblacions més properes.